# Victoria Sandino Palmera
Victoria Sandino Palmera   (Tierralta, 1965) és una política i exguerrillera colombiana, membre des d'agost de 2017 de la direcció nacional de la Força Alternativa Revolucionària del Comú (FARC). Forma part de la comissió d'implementació dels acords de pau.
Va ser comandant de les Forces Armades Revolucionàries de Colòmbia fins a la seva dissolució el 2017. El 2013 es va incorporar a la delegació de les FARC a l'Havana durant els diàlegs de pau amb el govern de Juan Manuel Santos fins el 2016, sent l'única dona portaveu en el procés de pau. Va destacar en la seva lluita per la igualtat de gènere en els acords al capdavant de la Subcomissió de Gènere. L'1 de desembre de 2017 es va acollir a la Justícia Especial per a la Pau amb la finalitat de poder participar en política i inscriure la seva candidatura pel Senat de la República de Colòmbia.